# 吉勒斯多夫
吉勒斯多夫（德語：Gillersdorf，發音：[ˈɡɪlɐsˌdɔʁf]）是德国图林根州伊尔姆县曾经的一个市镇，面积3.83平方千米，2017年12月31日人口为244人。2019年1月1日，吉勒斯多夫与另外6个市镇并入市镇大布赖滕巴赫。